# Donato Zampini
Donato Zampini (Saronno, Llombardia, 10 de desembre de 1926 – Fagnano Olona, Llombardia, 20 de març de 2007) va ser un ciclista italià que fou professional entre 1949 i 1957.
En el seu palmarès destaca una etapa a la Volta a Catalunya de 1953, una a la Volta a Suïssa de 1954 i el Giro de Sicília de 1950. El 1952 fou segon a la París-Niça i quart al Giro d'Itàlia.

## Palmarès
- 1949
  - 1r al Gran Premi de Ginebra
  - 1r al Gran Premi de Villadossola
- 1950
  - 1r al Giro de Sicília
  - Vencedor d'una etapa del Giro dels Dos Mars
- 1951
  - 1r al Trofeo Banfo
  - Vencedor d'una etapa al Giro de Sicília
- 1952
  - 1r al Gran Premi Indústria i Comerç de Fagnano Olona
- 1953
  - 1r al Giro del Cantó de Ticino
  - 1r al Gran Premi de Cavaria
  - Vencedor d'una etapa a la Volta a Catalunya
- 1954
  - Vencedor d'una etapa a la Volta a Suïssa
  - Vencedor d'una etapa a la Bicicleta Eibarresa
  - Vencedor d'una etapa a la Volta a Astúries

### Resultats al Giro d'Itàlia
- 1950. 14è de la classificació general
- 1951. 17è de la classificació general
- 1952. 4t de la classificació general
- 1953. 16è de la classificació general
- 1954. 25è de la classificació general
- 1956. Abandona (18a etapa)